# Cabinet Stresemann I
République de Weimar
Cuno Stresemann II
Le premier cabinet Stresemann, du nom du chancelier allemand Gustav Stresemann, est en fonction du 13 août 1923 au 6 octobre 1923.
Le gouvernement obtient la confiance du Reichstag par 239 voix contre 76 et 25 abstentions, mais chute dès le 3 octobre 1923 à cause d'un désaccord entre les membres de la coalition sur la durée du travail.

## Composition
| Portefeuille                                         | Titulaire | Titulaire         | Parti   |
| ---------------------------------------------------- | --------- | ----------------- | ------- |
| Chancelier du Reich Ministre des Affaires étrangères |           | Gustav Stresemann | DVP     |
| Vice-chancelier Ministre de la Reconstruction        |           | Robert Schmidt    | SPD     |
| Ministre de l'Intérieur                              |           | Wilhelm Sollmann  | SPD     |
| Ministre des Finances                                |           | Rudolf Hilferding | SPD     |
| Ministre de l'Économie                               |           | Hans von Raumer   | DVP     |
| Ministre du Travail                                  |           | Heinrich Brauns   | Zentrum |
| Ministre de la Défense                               |           | Otto Gessler      | DDP     |
| Ministre de la Justice                               |           | Gustav Radbruch   | SPD     |
| Ministre de l'Alimentation et de l'Agriculture       |           | Hans Luther       | Indép.  |
| Ministre des Territoires occupés                     |           | Johannes Fuchs    | Zentrum |
| Ministre des Postes                                  |           | Anton Höfle       | Zentrum |
| Ministre des Transports                              |           | Rudolf Oeser      | DDP     |